# 蘆之牧溫泉南站

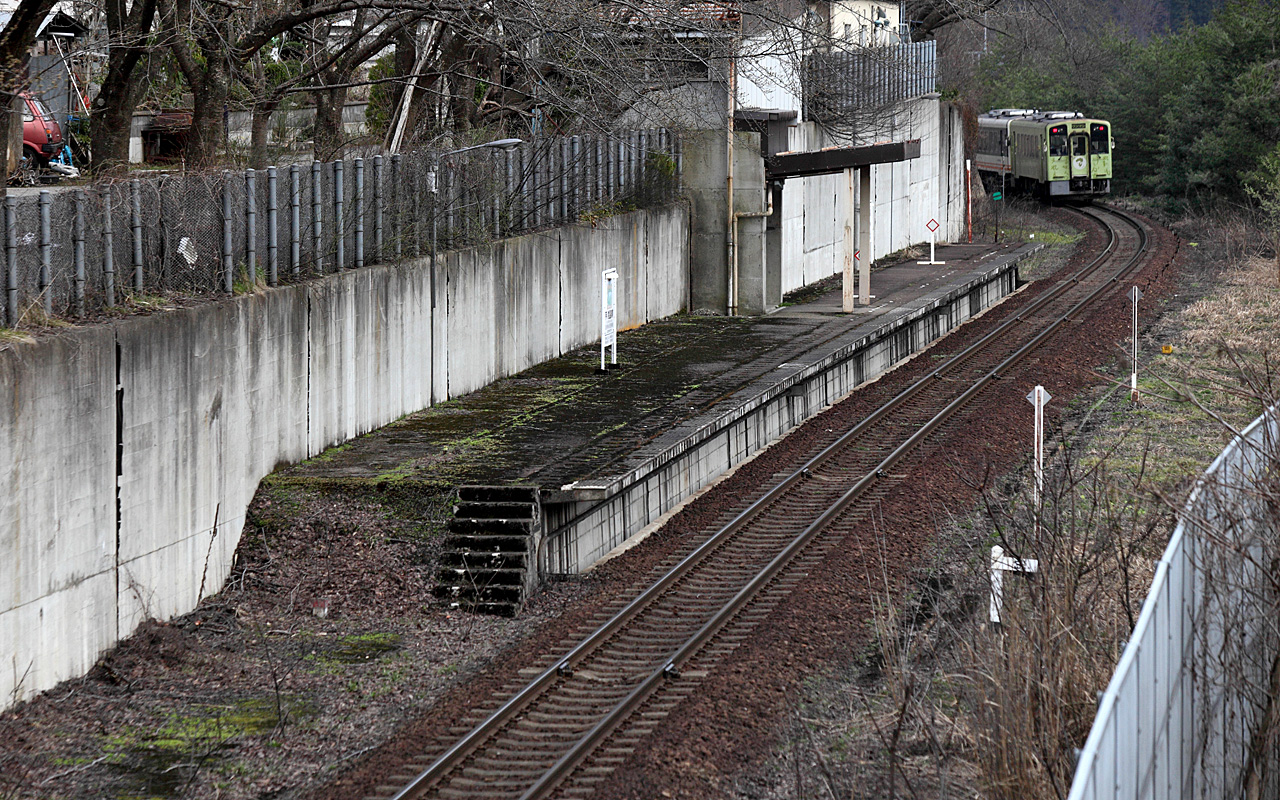
月台

蘆之牧溫泉南站（日语：／ Ashinomaki-onsenminami eki */?）是位於福島縣會津若松市大戶町大字大川字大平甲391番4號，會津鐵道的會津線車站。

## 歷史
- 1932年（昭和7年）12月22日 - 國有鐵道開設桑原駅（日语：／）。
- 1971年（昭和46年）8月29日 - 售票和檢票業務中止，只有運輸要員當值
- 1980年（昭和55年）12月1日 - 隨著建設大川水壩（日语：大川ダム），乘降場遷移[1]。同時成為無人車站。
- 1987年（昭和62年）
  - 4月1日 - 伴隨國鐵分割民營化，車站由東日本旅客鐵道（JR東日本）營運。
  - 7月16日 - 會津線由會津鐵道接管，成為會津鐵道線車站。同時車站改名為蘆之牧溫泉南站。

## 車站構造
此站是地面車站，設有1面1線的單式月台。由於月台與候車室不是在同一平面上，因此設有樓梯連接，在樓梯下設有長椅。此站是無人車站。
站名牌上標記了「若鄉湖畔之漣漪」。
在遷移前的桑原站時代也是設有1面1線的單式月台，設有供水塔設備。

## 使用狀況
在2016年度的1日平起乘車人次為3人。
| 乘車人員變化 | 乘車人員變化 |
| 年度         | 1日平均人次  |
| ------------ | ------------ |
| 2000         | 14           |
| 2001         | 11           |
| 2002         | 11           |
| 2003         | 11           |
| 2004         | 11           |
| 2005         | 8            |
| 2006         | 8            |
| 2007         | 11           |
| 2008         | 8            |
| 2009         | 11           |
| 2010         | 8            |
| 2011         | 8            |
| 2012         | 5            |
| 2013         | 5            |
| 2014         | 5            |
| 2015         | 5            |
| 2016         | 3            |

## 車站周邊
- 若鄉湖
- 國道118號（日语：国道118号）
- 福島縣道214號蘆之牧溫泉南停車場線（日语：福島県道214号芦ノ牧温泉南停車場線）

在蘆之牧溫泉站下車比較方便前往蘆之牧溫泉。

## 相鄰車站
會津鐵道
■會津線
□快速「接力號」
通過
□快速「AIZU山特快」、■普通（包含「接力號」）
大川水壩公園－蘆之牧溫泉南－湯野上溫泉

## 注腳
1. ↑  石川尹巳. . 鐵道畫刊 (電氣車研究會). 1981年4月, (388): 80 （日语）.
2. ↑  第132回福島県統計年鑑 （页面存档备份，存于）（日語）

## 外部連結
- 蘆之牧溫泉南站 （页面存档备份，存于）（日語）